# Terry and the Pirates
Terry and the Pirates és una tira còmica d'acció i aventura creada pel dibuixant Milton Caniff, que es va publicar originalment del 22 d'octubre de 1934 al 25 de febrer de 1973. El capità Joseph Patterson, editor del Chicago Tribune New York News Syndicate, havia admirat el treball de Caniff a la tira d'aventures infantil Dickie Dare i el va contractar per crear la nova tira d'aventures, proporcionant a Caniff el títol i la localització. La Dama Drac lidera els malvats pirates; El conflicte amb els pirates es va reduir en prioritat quan va començar la Segona Guerra Mundial.
La tira va ser llegida per 31 milions de subscriptors de diaris entre 1934 i 1946. El 1946, Caniff va guanyar el primer premi al dibuixant de l'any de la National Cartoonists Society pel seu treball sobre Terry and the Pirates. L'escriptor Tom De Haven va descriure Terry and the Pirates com "la gran tira de la Segona Guerra Mundial" i "La Casablanca dels còmics".

## Història de la publicació
La tira diària va començar el 22 d'octubre de 1934 i les pàgines de color dels diumenges van començar el 9 de desembre de 1934. Inicialment, les històries de les tires diàries i les pàgines del diumenge eren diferents, però el 26 d'agost de 1936 es van fusionar en una única història.
Tot i que Terry and the Pirates havien fet famós Caniff, la tira era propietat del sindicat, cosa que no era estranya en aquell moment. Buscant el control creatiu del seu propi treball, Caniff va deixar la tira el 1946, la seva darrera tira de Terry es va publicar el 29 de desembre. L'any següent, amb el Field Syndicate, va llançar Steve Canyon, una franja d'acció i aventura de la qual Caniff va conservar la propietat, que va funcionar fins poc després de la seva mort el 1988.

### Represa
El 26 de març de 1995, Michael Uslan i els germans Hildebrandt van produir una versió actualitzada de la tira que no va tenir continuïtat amb l'original. La Dama Drac és retratada com una òrfena de la guerra del Vietnam. L'equip Hildebrandt/Uslan va abandonar la tira i va ser substituït l'1 d'abril de 1996 per l'equip de Dan Spiegle (dibuix) i Jim Clark (guio). La tira va acabar el 27 de juliol de 1997.

## Personatges i història
L'aventura comença amb el jove Terry Lee, "un noi nord-americà molt despert", que arriba a la Xina aleshores contemporània amb el seu amic, el periodista de dos punys Pat Ryan. Buscant una mina d'or perduda, coneixen George Webster "Connie" Confuci, intèrpret i guia local. Inicialment, els fons dibuixats de manera tosca i els personatges estereotipats envoltaven Terry mentre combinava l'enginy amb els pirates i altres vilans. Va desenvolupar un cercle d'amics i enemics cada cop més gran, com Big Stoop, Captain Judas, Cheery Blaze, Chopstick Joe, Cue Ball i Dude Hennick.
La més notable de totes va ser la famosa femme fatale, la Dama del Drac, que va començar com una enemiga i més tard, durant la Segona Guerra Mundial, es va convertir en una aliada. Caniff incloïa una sèrie d'antagonistes femenines no nord-americanes, totes les quals es referien a elles mateixes en tercera persona. Aquests incloïen la Dama Drac i lladres i espies com Sanjak i Rouge. En un moviment bastant atrevit per a una tira còmica dels anys quaranta, a Sanjak se li va insinuar que era una lesbiana transvestida amb dissenys de la xicota de Terry, April Kane. Caniff suposadament va batejar el personatge després d'una illa al costat de l'illa de Lesbos.
Amb el temps, gràcies a una col·laboració reeixida amb el dibuixant Noel Sickles, Caniff va millorar dràsticament per produir algunes de les tires més memorables de la història del mitjà.Ray Bailey l'assistent de Caniff a Terry and the Pirates, va crear la seva pròpia tira d'aventures, Bruce Gentry.

### Principal
- Terry Lee: un adolescent quan comença la sèrie, és atrevit i li encanta l'aventura. A mesura que avança la sèrie, madura i s'uneix a l'exèrcit dels Estats Units, convertint-se en pilot. Després de la Segona Guerra Mundial, treballa per al govern als territoris de la postguerra. A la seva darrera tira còmica, el 25 de febrer de 1973, el coronel Lee és un oficial de la USAF que ajuda a trencar una xarxa de contraban d'heroïna que provoca la detenció del seu cap, el president d'un país estranger.

- Pat Ryan: l'amic i mentor de Terry, un escriptor i un home d'acció que ajuda el seu jove protegit a sortir del mal. Quan comença la Segona Guerra Mundial, s'uneix a la Marina dels Estats Units i veu acció al Pacífic.

- Connie: George Webster Confuci, un xinès que Terry i Pat contracten com a guia. Parla en anglès Pidgin i es refereix a si mateix en tercera persona. És fortament lleial al duet. Finalment treballa amb Pat com a part de la resistència xinesa contra els japonesos a la guerra.

- Big Stoop: un mongol de 2,7 m a qui la Connie va ajudar quan els assetjaven. Es queda amb el trio per agraïment. Immensament fort i mut, es guanya el seu sobrenom de la frase "s'inclina per conquerir". Una vegada va ser un servent de la Dama Drac; ella li va tallar la llengua quan era jove, guanyant-se el seu odi. Treballa amb Connie a la resistència xinesa durant la guerra.

- The Dragon Lady: una bella però freda reina pirata que s'enfronta contínuament amb Terry i Pat. A mesura que els japonesos envaeixen la Xina, es converteix en una líder de la resistència, atacant les forces japoneses, deixant clar que no és per patriotisme sinó que vol mantenir les seves riqueses intactes. S'insinua que està enamorada de Pat, però no està disposada a renunciar al seu imperi per ell. Un cop acaba la guerra, torna a les activitats criminals.

- Birmània: nom real desconegut, estafador, antic confederat pirata i cantant sensual amb un bon cor. Es troba amb Terry i Pat diverses vegades. Ella i Terry comparteixen una connexió romàntica casual, però Birmània té por de deixar que es torni seriosa. Té el costum de cantar "St. Louis Blues".

- Normandie Drake: una hereva i el veritable amor de Pat, es van apropar quan ell treballava per al seu pare. La seva tieta de l'alta societat es va negar a veure-la casar-se amb un "plebeu" i la va obligar a casar-se amb el feble Tony Sandhurst. Quan Ella i Pat es tornen a trobar, està embarassada del fill de Tony i està compromesa amb el matrimoni. Quan es retroben durant la Guerra, la filla de Normandie, Merilly, té quatre anys. Quan descobreix que Tony treballa amb els poders de l'eix, Normandie encara es nega a divorciar-se d'ell.

- Raven Sherman: una hereva que va utilitzar la seva fortuna per donar suport al treball missioner a la Xina. Ella i Pat semblen romàntiques, però ella s'enamora del pilot Dude Hennick. Mor als braços d'Hennick després de ser atacada pel capità Judas i és enterrada al desert de la Xina. Després de la seva mort l'octubre de 1941, Milton Caniff va rebre recordatoris anuals de la seva mort.[10]

- April Kane: una bella del sud que guanya el cor de Terry. Treballa com a secretària de Pat quan ell és un agent de la Dama Drac, però se'n va quan es converteix en l'objectiu d'un xantatge. Torna el 1944, després d'haver passat els darrers anys en un camp de presoners japonès. L'experiència l'ha endurida i intenta posar gelosa en Terry fent cabrioles amb Flip Corkin. Intenta instal·lar un camp d'aviació a prop d'una base de l'exèrcit de l'illa, però s'assabenta massa tard que l'exèrcit està abandonant l'illa i ella es troba sola allà.

- Flip Corkin: instructor de vol de Terry a la Força Aèria, que fa la conferència de la pàgina del diumenge sobre el servei militar. Basat en Phil Cochran.

- Taffy Tucker: xicota de Flip, una infermera de l'exèrcit. Ella desenvolupa breument amnèsia i és rescatada per Pat, i es connecten romànticament. Torna a Flip després de recuperar la memòria.

- Hotshot Charlie: Charles C. Charles, un pilot còmic de Boston que es converteix en el millor amic de Terry a la Força Aèria. Un cop acaba la guerra, es veu ofegat per la vida civil i aprofita l'oportunitat d'ajudar a Terry a l'Àsia de la postguerra fent feina de govern.

### Recurrent
- Captain Blaze: un pirata anglès bulliciós que ajuda a Terry i Pat a lluitar contra la Dama del Drac, que després torna per ajudar a Pat a la Xina.
- Capità Judas: un criminal elegant que s'enfronta amb els herois diverses vegades. Antiga parella de Birmània, pateix cremades facials greus quan ella li llança un llum a la cara. Va empènyer a Raven fora d'un camió, provocant-li lesions mortals abans de ser disparada per Dude Hennick i presumiblement la matés.
- Papa Pyzon: un criminal corpulent Terry i Pat es troben a la Xina que després torna com a agent de l'eix durant la guerra.
- Desagradable: Nastalathia Smythe-Heatherstone, una jove hereva Terry i Burma rescaten d'un avió estavellat. La seva actitud maleducada i egoista els torna bojos i gairebé els mata. Anys més tard, la Nasty, que ja ha crescut, torna per implicar en Terry i en Charlie en els seus esforços per enviar menjar als refugiats xinesos, la qual cosa és realment un intent de guanyar Terry. Ella intenta atraure en Charlie perquè arribi a Terry.
- Tony Sandhurst: el marit ric però immoral de Normandie, que es posa per sobre de tothom. Intenta que Pat sigui empresonat per arruïnar el seu negoci i més tard es revela que treballa per a l'Eix durant la guerra i es converteix en un capità criminal en el període de postguerra.
- Hu Shee: ajudant i confident de la Dama Drac que de vegades la fa passar per algunes missions. Sembla interessada en un romanç amb Terry. Sembla que s'ofega sota un vaixell que s'enfonsa amb un nou amor, el pirata Johnny Jingo.
- Cheery Blaze: la filla forta del capità Blaze que odia el seu pare amb passió. Torna durant la guerra treballant amb l'Eix, però és arrestada pels seus crims.
- Singh-Singh: un aspirant a senyor de la guerra ximple que s'enfronta amb Pat i la Dama del Drac. Més tard es casa amb Cheery Blaze però és arrestat amb ella.
- Chopstick Joe: una figura de l'inframón que és un rival amistós de la Dama del Drac.
- Amic Hennick: un vell amic de Pat, un as pilot que ajuda els herois a sortir. Va a treballar per a Raven Sherman, els dos s'enamoren però ella acaba morint als seus braços. Desapareix de la tira i una tira de Nadal de 1945 fa que Caniff digui que va basar el personatge en un amic pilot, Frank Cliff, que va ser assassinat a Xangai i "Dude va morir amb ell".
- Sanjak: Una francesa que es vesteix com un home, utilitzant un monocle per hipnotitzar la gent. Treballa per a l'Axis, fent-se passar per un pilot per infiltrar-se a la base de la Força Aèria de Terry i sembla que mor en un avió que s'estavella.
- Jos Goode: un soldat del sud que serveix amb Pat, Connie i Big Stoop al Pacífic.
- Snake Tumblin: un company de pilot de Terry, sembla que mor en un avió que s'estavella. No obstant això, les tires finals de Caniff el mostren aparentment viu però encegat.
- Jane Allen: una infermera de l'exèrcit que s'enamora de la serp. Sembla que ella i la Terry s'apropen, però quan veu una foto de la serp viva, deixa en Terry a l'asfalt de l'última franja de Caniff.

## Durant la Segona Guerra Mundial
Caniff es va preocupar cada cop més per la Segona Guerra Sino-japonesa contemporània, però el seu sindicat li va impedir identificar directament els japonesos. Caniff es va referir a ells com "els invasors", i aviat es van convertir en una part integral de la història.
Després de l'entrada dels Estats Units a la Segona Guerra Mundial, Terry es va unir a les Forces Aèries de l'exèrcit dels Estats Units . Aleshores, la sèrie es va convertir gairebé exclusivament sobre la Segona Guerra Mundial amb molta acció centrada en una base de l'exèrcit nord-americà a la Xina. Terry va guanyar un nou mentor a l'instructor de vol Coronel "Flip" Corkin, un personatge basat en el coronel Philip "Flip" Cochran de la vida real del 1r Air Commando Group. L'alleujament del còmic va ser proporcionat pel company de volador Hotshot Charlie. Pat, Connie i Big Stoop encara van fer aparicions de convidats ocasionals com a comandos marins, mentre que la Dama del Drac i els seus pirates es van convertir en guerrillers xinesos lluitant contra els japonesos.
Un dels moments més destacats d'aquest període va ser la pàgina del diumenge del 17 d'octubre de 1943, "The Pilot's Creed": Corkin fa al recentment encarregat Terry un discurs sobre les seves responsabilitats com a pilot de caça, inclosa la necessitat de tenir en compte tots els que han contribuït al desenvolupament del seu avió, respectar la seva tripulació de suport, estalviar un pensament per als morts o pitjor, respecte a l'oficina militar o pitjor, respecte als militars o pitjor. va mantenir l'exèrcit nord-americà en marxa durant més de 150 anys. En un honor inusual, l'episodi va ser llegit en veu alta al Congrés dels Estats Units i afegit al Congrés pel congressista Carl Hinshaw.

## Premis
El 1946, Caniff va guanyar el primer premi al dibuixant de l'any de la National Cartoonists Society pel seu treball sobre Terry and the Pirates.

## Reimpressions
NBM, sota la seva línia Flying Buttress Comics Library, va reimprimir totes les tires de Caniff Terry (22/10/34 al 29/12/46) en dues sèries de tapa dura, així com en una sèrie de butxaques comercials. La primera sèrie de 12 volums contenia tots els diaris i els diumenges en blanc i negre. La segona sèrie de 12 volums contenia tots els diumenges en color amb cada pàgina dividida en dues pàgines. Les tires diàries també van ser impreses per NBM en una edició de 25 volums de tapa tova (reimprimint tots els diaris i els diumenges que presentaven històries concurrents) amb les tires en una mida més petita i amb una qualitat inferior que els volums de tapa dura.
Kitchen Sink Press va començar una nova sèrie de reimpressió de tapa dura amb diaris i diumenges (en color i presentada completa en una pàgina, incloses les barres de títol a les tires del primer any que es van ometre de la sèrie NBM), però la va suspendre després de només dos volums. Aquestes sèries exhaurides poden ser difícils de trobar.
El març de 2007, IDW Publishing va anunciar un nou segell, The Library of American Comics . Va publicar The Complete Terry and the Pirates una col·lecció de sis edicions de tapa dura que reimprimeixen les tires dominicals amb el seu color original juntament amb les tires diàries.
A partir del 2015, Hermes Press ha reimprès dos volums de la tira còmica de George Wunder (1946–1949) com a tapa dura de 12" x 9" amb material suplementari i assaigs històrics.

## En la cultura popular
El 1953, Canada Dry va oferir un "obsequi premium" amb una caixa de la seva gingebre ale — un mini-llibre d'una sèrie de trilogia de tires de Terry and the Pirates de Wunder impreses per Harvey Comics.
Altres encarnacions del treball de Caniff van incloure una pel·lícula d'aventures de 1940 de Columbia, una sèrie de televisió i un programa de ràdio. El número 6 d'agost-setembre de 1953 de Mad va incloure una sàtira de Wally Wood titulada "Teddy and the Pirates" on Teddy i Half-Shot Charlie es troben amb la Dragging Lady, donant com a resultat que Half-Shot sigui llançat als taurons mentre Teddy revela el motiu del nom de la tira. — Els pirates treballen per a Teddy.
A la caricatura de Warner Bros. China Jones, Daffy Duck interpreta un detectiu privat i va a una fleca xinesa per rebre una "propina". L'informant l'envia a visitar la "Dragon Lady", que, en conèixer-se en Daffy, li respira foc. Més tard, l'informant li pregunta: "Com ha anat aquella propina?", i Daffy respon: "Una mica massa calent per al meu gust".
S'ha citat Terry i els Pirates  pel seu company il·lustrador de còmics Doug Wildey com una de les seves principals inspiracions per al dibuix animat de televisió Hanna Barbera de 1964 Jonny Quest. Joseph Barbera va acreditar directament a Terry and the Pirates durant l'entrevista Oral History of Television de Barbera com la seva inspiració per a Jonny Quest.
Robert Culp va dir que la tira còmica Terry and the Pirates va ser la seva inspiració per al "to" i "l'esperit" i el "realisme negre augmentat" de la sèrie de televisió de la NBC de 1965 I Spy quan estava escrivint el pilot.
El productor d'Enter the Dragon, Paul Heller, va utilitzar la tira com a guia per al disseny de producció i l'aspecte de la pel·lícula. "Eren vermells, blaus, daurats d'alt croma, i només es va prestar a aquest projecte tan de prop", va dir Heller.
L'artista John Romita Sr. va tenir la idea de matar la xicota de Peter Parker (Spiderman), Gwen Stacy, després de l'assassinat de Raven Sherman per part de Terry i els Pirates.
La novel·la d'Umberto Eco, La misteriosa flama de la reina Loana fa referència a Terry i els pirates.
L'any 1995, la tira va ser un dels 20 inclosos a la sèrie de segells postals commemoratius "Comic Strip Classics".
A la pel·lícula de 1983, 'A Christmas Story', una historieta de Terry i els pirates apareix al darrere del diari que el pare de Ralphie (Darren McGavin) està llegint quan la mare de Ralphie el porta a dalt després de l'incident de la pistola BB.